# Гермаш Людмила Павлівна
Людми́ла Па́влівна Ге́рмаш (нар. 19 серпня 1947, Умань — 23 травня 2013, Київ) — український фізик і педагог, доктор технічних наук, професор, завідувач кафедри загальної фізики та фізики твердого тіла НТУУ «КПІ».

## Загальні відомості
Закінчила Одеський політехнічний інститут.
1975—2013 — працювала в НТУУ «КПІ».
Була серед організаторів створення фізико-математичного факультету НТУУ «КПІ» (разом з В. Г. Бар'яхтаром і В. В. Ваніним), працювала заступником декана цього факультету, завідувачем кафедри загальної фізики та фізики твердого тіла. Серед її учнів — Чурсанова М. В., Генкін О. М., Печерська К. Ю. та ін.
Була членом Наукової ради Міністерства освіти і науки України.

## Праці
- Поляризаційні характеристики електролюмінесценції, що супроводжує електричний пробій p–n-структур на карбіді кремнію / Гермаш Л. П., Генкіна В. К., Генкін О. М. — Наукові вісті НТУУ «КПІ». — 2014 — С. 71–78.
- Вплив відпалів на люмінесцентні характеристики квантових точок CdSe в полімері / Печерська, К. Ю.; Гермаш, Л. П.; Корсунська та ін. // Український фізичний журнал — 2010. — Т. 55, № 4. — С. 405—411.
- Генкин А. М., Генкина В. К., Гермаш Л. П. Кинетика пробойной электролюминесценции в p–n-структурах на карбиде кремния // Журнал технической физики. Том 70, В. 1 – 4.
- Механіка: підручик для студентів фізичних та фізико-технічних факультетів університетів / В. Г. Бар'яхтар, І. В. Бар'яхтар, Л. П. Гермаш, С. О. Довгий; Міністерство освіти і науки, молоді та спорту України, НАН України, Інститут магнетизму. — К.: Наукова думка, 2011. — 350 с.
- Белоус М. В., Гермаш Л. П., Крутько А. А., Якубцов О. А. Взаимодействие конденсатов ванадия с остаточной атмосферой при вакуумном напылении // Известия АН СССР. Металлы. — 1990. — 39, № 4. — С. 38—39(рос.)
- Белоус М. В., Гермаш Л. П., Некрасова И. М., Сидоренко С. И. Структура, фазовый состав и свойства конденсатов нихрома, полученных различными методами // Известия Академии наук СССР. Том 24. — 1988 (рос.)
- Белоус М. В., Гермаш Л. П., Макогон Ю. Н., Сидоренко С. И. Исследование влияния термической обработки на свойства молибденовых пленок, полученных термоионным методом // Получение и свойства тонких пленок. — К.: Наукова думка, 1981(рос.)
- Сидоренко Л. П., Пашкевич Р. Е., Лугаускас А. Ю., Гермаш Л. П. Микромищеты, развивающиеся на металлах в природных условиях // Микробиологический журнал, Том 57. — К.: Наукова думка, 1995. — С. 15-24 (рос.)
- Гермаш Л. П., Кузнецов М. А., Никитина О. В. Действие микроскопических грибов на вакуумные конденсаты металлов // Защита металлов, Т. 22. — М.: Наука, 1986. — С. 792—795(рос.)
- V. Gorshkov, L. Germash, A. Zavalov, V. Privman, Shape Selection in Diffusive Growth of Colloids and Nanoparticles, Proc. 13-th European Conference on Applications of Surface and Interface Analysis (ECASIA'09), October 18-23, 2009, Antalya, Turkey.(англ.)